# Andy Finch
Andy Finch (ur. 20 marca 1981 we Fresno) – amerykański snowboardzista. Zajął 12. miejsce w halfpipe’ie na igrzyskach w Turynie. Nie startował na mistrzostwach świata. Najlepsze wyniki w Pucharze Świata osiągnął w sezonach 2001/2002 i 2002/2003, kiedy to zajmował 20. miejsce w klasyfikacji halfpipe’a.
W 2009 r. zakończył karierę.

## Sukcesy

### Igrzyska olimpijskie
| Miejsce | Dzień     | Rok  | Miejscowość | Konkurencja | Zwycięzca   |
| ------- | --------- | ---- | ----------- | ----------- | ----------- |
| 12.     | 12 lutego | 2006 | Turyn       | Halfpipe    | Shaun White |

### Puchar Świata

#### Miejsca w klasyfikacji generalnej
- 2001/2002 - -
- 2002/2003 - -
- 2004/2005 - -
- 2008/2009 - 203.

#### Miejsca na podium
1. Sapporo – 3 marca 2002 (halfpipe) - 1. miejsce
2. Valle Nevado – 13 września 2002 (halfpipe) - 1. miejsce